# Puchar Świata w Zapasach 2017 – styl klasyczny mężczyzn
W zawodach Pucharu Świata w 2017 roku w stylu klasycznym rywalizowano w dniach 16 – 17 marca w Abadanie w Iranie na terenie Kowsar Sport Complex.

## Styl klasyczny

### Ostateczna kolejność drużynowa
| Poz. | Państwo     |
| ---- | ----------- |
|      | Rosja       |
|      | Azerbejdżan |
|      | Iran        |
| 4.   | Turcja      |
| 5.   | Niemcy      |
| 6.   | Ukraina     |
| 7.   | Kazachstan  |
| 8.   | Białoruś    |

### Grupa A
| Grupa A       |
| ------------- |
| 1. Rosja      |
| 2. Iran       |
| 3. Niemcy     |
| 4. Kazachstan |

Wyniki:
- Rosja -  Iran 5-3
- Rosja -  Niemcy 7-1
- Rosja -  Kazachstan 8-0
- Iran -  Niemcy 7-1
- Iran -  Kazachstan 6-2
- Niemcy -  Kazachstan 6-2

### Grupa B
| Grupa B        |
| -------------- |
| 1. Azerbejdżan |
| 2. Turcja      |
| 3. Ukraina     |
| 4. Białoruś    |

Wyniki:
- Azerbejdżan -  Turcja 5-3
- Azerbejdżan -  Ukraina 5-3
- Azerbejdżan -  Białoruś 5-3
- Turcja -  Ukraina 5-3
- Turcja -  Białoruś 6-2
- Ukraina -  Białoruś 6-2

### Finały
- 7-8  Kazachstan -  Białoruś 6-2
- 5-6  Niemcy -  Ukraina 5-3
- 3-4  Iran -  Turcja 6-2
- 1-2  Rosja -  Azerbejdżan 5-3

## Zawodnicy w poszczególnych kategoriach
| Waga   |                                      |                                |                                                  | 4                           | 5                          | 6                                  | 7                                     | 8                    |
| ------ | ------------------------------------ | ------------------------------ | ------------------------------------------------ | --------------------------- | -------------------------- | ---------------------------------- | ------------------------------------- | -------------------- |
| 59 kg  | Mingijan Siemionow Stiepan Marianian | Rövşən Bayramov Taleh Məmmədov | Saman Abdewali Mohsen Hadżipur                   | Hammet Rüstem               | Christopher Krämer         | Żora Abowian                       | Żansierik Sarsienbijew                | Maksim Każarski      |
| 66 kg  | Artiom Surkow Aleksiej Kijankin      | Kamran Məmmədov Nofəl Babayev  | Ali Arsalan Mahdi Zejdwand                       | Atakan Yüksel Enes Başar    | Erik Weiß                  | Parwiz Nasibow                     | Danijar Kalenow                       | Jarasłau Kardasz     |
| 71 kg  | Abujazid Mancygow Jurij Dienisow     | Həsən Əliyev Rəsul Çunayev     | Afszin Bijabangard Mohammadali Garaji            | İlker Sönmez                | Maximilian Schwabe         | Rusłan Israfiłow                   | Demeu Żadyrajew                       | Pawieł Lach          |
| 75 kg  | Czingiz Łabazanow Roman Własow       | Elvin Mürsəliyev               | Sa’id Abdewali Rasul Garmsiri                    | Emrah Kuş                   | Florian Neumaier           | Mykoła Darahan Artem Matiasz       | Maksat Jereżepow Tamierłan Szadukajew | Yahor Kasiankou      |
| 80 kg  | Ramazan Abaczarajew Adłan Akijew     | Rafiq Hüseynov                 | Jusef Ghaderijan Ramin Taherisartang             | Aslan Atem                  | Pascal Eisele              | Dmytro Pyszkow                     | Daulet Żaksyłykow                     | Radik Kulijew        |
| 85 kg  | Jewgienij Salejew Dawit Czakwetadze  | İslam Abbasov                  | Mahdi Fallah Hosejn Nuri                         | Metehan Başar               | Ramsin Azizsir             | Jurij Szkriuba                     | Azamat Kustubajew                     | Mikałaj Stadub       |
| 98 kg  | Maksim Safarian                      | Kamran Məmmədov Orxan Nuriyev  | Mahdi Alijari Fejzabadi Sejjedmostafa Salehizade | Cenk İldem Süleyman Demirci | Peter Öhler Oliver Hassler | Władimir Wasiljew                  | Alimchan Syzdykow                     | Jahor Jaskawiec      |
| 130 kg | Siergiej Siemionow Boris Wajnsztejn  | Sabah Szari’ati Oyan Nəzəriani | Amir Ghasemi Mondżazi Behnam Mahdizade           | Ali Arslan                  | Eduard Popp Christian John | Mykoła Kuczmij Ołeksandr Czernecki | Damir Kuziembajew                     | Gieorgij Czugoszwili |